# Raquel Zimmermann
Raquel Zimmermann é uma supermodelo brasileira de destaque internacional. Considerada uma das maiores modelos de sua geração. Com uma carreira que começou no final dos anos 1990, ela se consolidou como uma das figuras mais requisitadas das passarelas e campanhas de moda nas décadas seguintes.

## Biografia
A gaúcha de ascendência alemã Raquel Zimmermann iniciou carreira em São Paulo aos 14 anos, através da agência Success, nas mãos dos bookers Leda Lacerda e Ney Alves, (ambos  atualmente bookers da agência Major Model Brasil) fazendo fotos para a revistas adolescentes como a Capricho. Seu primeiro trabalho internacional foi no Japão com Ming Liao Tao. Após meses de trabalho em terras orientais, onde ficou com a mãe, Raquel se mudou sozinha para Nova York quando tinha 18 anos, onde mora até hoje.
Raquel começou a fazer trabalhos de visibilidade internacional no período abarcado pelos anos de 1999 e 2000. O sucesso em sua carreira foi paulatino e talvez por essa razão é uma modelo que manteve um ritmo de trabalho constante e com um nível cada vez mais alto.
O grande reconhecimento veio quando ela se tornou a única brasileira a permanecer no topo do ranking mundial do site models.com, eleita pelo diretor de casting Phillip PH, por 3 anos consecutivos.
[carece de fontes?]No início dos anos 2000 um dos principais clientes da Raquel foi a marca Escada. Até então, ela também havia feito campanhas para Valentino, Armani e fragrâncias para Givenchy e Versace. Mas em 2004 ela estrelou a campanha da Prada, da qual também abriu o desfile, e esse foi certamente um grande marco a partir do qual Raquel alcançou outros importantes trabalhos.
Outro fato marcante foi quando em maio de 2007 ela apareceu na capa da Vogue Americana em um ensaio feito com várias modelos como: Doutzen Kroes, Caroline Trentini, Hilary Rhoda, Sasha Pivovarova, Agyness Deyn, Coco Rocha, Jessica Stam, Chanel Iman e Lily Donaldson entre outras sendo citadas como o novo grupo de supermodelos. Sendo válido mencionar que nesse período as capas com modelos já eram raríssimas na Vogue Americana.
Entre as capas de revista protagonizadas por Raquel estão: Vogue Alemanha, Vogue Espanha, Vogue Grécia, Vogue Portugal, Vogue Coréia do Sul, Vogue China, Vogue Japão, Vogue França, Vogue Brasil, Vogue Itália, Vogue Brasil, Vogue América, V magazine, i-D, Self Service, W, Elle França, The Perfect magazine, System magazine, Hércules magazine, entre outras.
Entre as campanhas protagonizadas pela modelo estão: Alberta Ferretti, Alexander McQueen, Alexander Wang, Animale, Balenciaga, Bottega Veneta, Calvin Klein, Car Shoe, Céline, Cerruti, Chloe, COS, Dior, Dolce & Gabbana, Dsquared2, Escada, Emílio Pucci, Fendi, ForeverMark, Gap, Giorgio Armani, Givenchy, Gucci, H&M, Hermès, Hugo Boss, Isabel Marant, Jean Paul Gaultier, Jimmy Choo, Juicy Couture, Lanvin, Loewe, Louis Vuitton, Loro Piana, essesLucky Brand Jeans, Mango, Marc Jacobs, Marni, Max Mara, Miss Sixty, Moschino, Narciso Rodriguez, Nina Ricci, Oscar de la Renta, Paco Rabanne, Paule Ka, Prada, Printemps, Revlon, Roberto Cavalli, Rosa Cha, Salvatore Ferragamo,  Shinsegae, Shiseido, Tiffany & Co., Tom Ford, Totême, Tse, Uniqlo, Valentino, Versace, Viktor & Rolf, Yves Saint Laurent, Zara, além de catálogos para a Victoria Secret e Jil Sander.
A modelo, marcou presença no clipe "Born This Way" da Lady Gaga. Zimmermann aparece em três cenas com o rosto deformado, assim como o da cantora, e em dose dupla. A modelo ajuda Gaga à dar luz uma nova geração.
Raquel também já foi uma das estrelas do calendário Pirelli, bem como do calendário da Vogue Paris. Ainda pela Vogue Paris, foi eleita uma das modelos mais importantes dos anos 2000 e também foi eleita pela Vogue América, uma das mulheres mais bem vestidas do mundo.